# Вікуловський район
Ві́куловський район (рос. Викуловский район) — муніципальний район у складі Тюменської області, Росія.
Адміністративний центр — село Вікулово.

## Географія
Вікуловський район розташований на північному сході Тюменської області. З півночі, сходу і південного сходу район межує з Усть-Ішимським, Великоуківським і Крутинським районами Омської області; з півдня, заходу і північного заходу — з Абатським, Сорокинським та Вагайським районами Тюменської області. Протяжність кордонів 450 км. Протяжність з півночі на південь — 102 км, із заходу на схід — 130 км.
У Вікуловському районі близько ста озер, більшість яких утворилося зі старих русел річки Ішим.

## Історія
Вікуловський район був утворений 3 листопада 1923 року у складі Ішимского округу Уральської області на території колишніх Вікуловської, Каргалинської, Озернинської, Чуртанської, частин Готопутовської та Челноковської волостей Ішимського повіту Тюменської губернії. До складу району увійшло 38 сільрад: Ачимовська, Базаріхинська, Балаганівська, Великобоковська, Боровлянська, Боровська, Бородінська, Вікуловська, Волинкинська, Вяткінська, Єрмаківська, Жигульська, Заборська, Знаменщиковська, Калінінська, Каргалинська, Катайська, Коточигівська, Малаховська, Малиновська, Михайловська, Ніколаєвська, Одінська, Озернинська, Пестовська, Піддубровинська, Покровська, Рябовська, Серебрянська, Скрипкинська, Смирновська, Тамакульська, Ташаїрська, Усть-Борсуцька, Чебаклейська, Чуртанська, Шешуківська.
15 вересня 1926 року Великобоковська сільрада перетворена в Боковську. 1 січня 1932 року до району увійшли сільради ліквідованого Сорокинського району — Ворсіхинська, Готопутовська, Дмитрієвська, Желнінська, Жидоусовська, Новоніколаєвська, Пегушинська, Преображенська, Тиханіхинська та Чистяковська.
17 січня 1934 року район увійшов до складу Челябінської області, 7 грудня 1934 року — до складу Омської області. 25 січня 1935 року відновлено Сорокинський район у складі 10 сільрад — ті, які були до ліквідації, та Знаменщиковська сільрада, при цьому Вяткінська сільрада передана до складу Абатського району. 19 вересня 1939 року ліквідовані Бородінська, Жигульська, Малиновська, Михайловська, Ніколаєвська, Пестовська, Смирновська, Тамакульська та Ташаїрська сільради. 14 серпня 1944 року район увійшов до складу Тюменської області.
17 червня 1954 року ліквідовані Боковська, Волинкинська, Заборська, Катайська, Малаховська, Одінська, Серебрянська, Чебаклейська та Шешуківська сільради. 3 травня 1960 року ліквідована Коточигівська сільрада, 11 червня ліквідована Боровлянська сільрада. 5 жовтня 1961 року утворено Коточигівську сільраду, ліквідовані Ачимовська, Базаріхинська та Усть-Борсуцька сільради. 12 квітня 1962 року ліквідована Боровська сільрада.
1 лютого 1963 року район ліквідований, територія увійшла до складу укрупненого Абатського району. 12 січня 1965 року район відновлений у складі 13 сільрад, які входили до його ліквідації, а також Нововяткінська сільрада Абатського району. 16 липня 1970 року Покровська сільрада перейменована в Сартамську.

## Населення
Населення району становить 15108 осіб (2020; 15431 у 2018, 16435 у 2010, 18383 у 2002).

## Адміністративно-територіальний поділ
На території району 14 сільських поселення:
| Поселення                          | Площа, км² | Населення, осіб (2002) | Населення, осіб (2010) | Населення, осіб (2018) | Населення, осіб (2020) | Центр       | Населені пункти |
| ---------------------------------- | ---------- | ---------------------- | ---------------------- | ---------------------- | ---------------------- | ----------- | --------------- |
| Балаганське сільське поселення     | 367,92     | 1325                   | 1097                   | 961                    | 934                    | Балагани    | 5               |
| Березинське сільське поселення     | 218,69     | 799                    | 819                    | 725                    | 704                    | Березино    | 4               |
| Вікуловське сільське поселення     | 122,00     | 7251                   | 7242                   | 7362                   | 7385                   | Вікулово    | 2               |
| Єрмаківське сільське поселення     | 304,33     | 548                    | 376                    | 294                    | 269                    | Єрмаки      | 4               |
| Калінінське сільське поселення     | 277,61     | 861                    | 675                    | 585                    | 562                    | Калініно    | 5               |
| Каргалинське сільське поселення    | 367,22     | 1034                   | 945                    | 852                    | 838                    | Каргали     | 3               |
| Коточигівське сільське поселення   | 561,22     | 1201                   | 892                    | 794                    | 754                    | Коточиги    | 6               |
| Нововяткінське сільське поселення  | 167,99     | 671                    | 610                    | 551                    | 526                    | Нововяткіно | 4               |
| Озернинське сільське поселення     | 984,59     | 1194                   | 856                    | 700                    | 662                    | Озерне      | 3               |
| Піддубровинське сільське поселення | 214,85     | 896                    | 773                    | 711                    | 659                    | Піддубровне | 4               |
| Рябовське сільське поселення       | 1012,06    | 593                    | 435                    | 336                    | 319                    | Рябово      | 2               |
| Сартамське сільське поселення      | 557,47     | 734                    | 667                    | 581                    | 541                    | Сартам      | 5               |
| Скрипкинське сільське поселення    | 405,33     | 353                    | 191                    | 152                    | 131                    | Скрипкино   | 4               |
| Чуртанське сільське поселення      | 237,61     | 923                    | 857                    | 827                    | 824                    | Чуртан      | 3               |

## Найбільші населені пункти
Населені пункти з чисельністю населення понад 1000 осіб:
| № | Населений пункт | Населення, осіб (2002) | Населення, осіб (2010) |
| - | --------------- | ---------------------- | ---------------------- |
| 1 | Вікулово        | 6997                   | 6995                   |